# Vesak

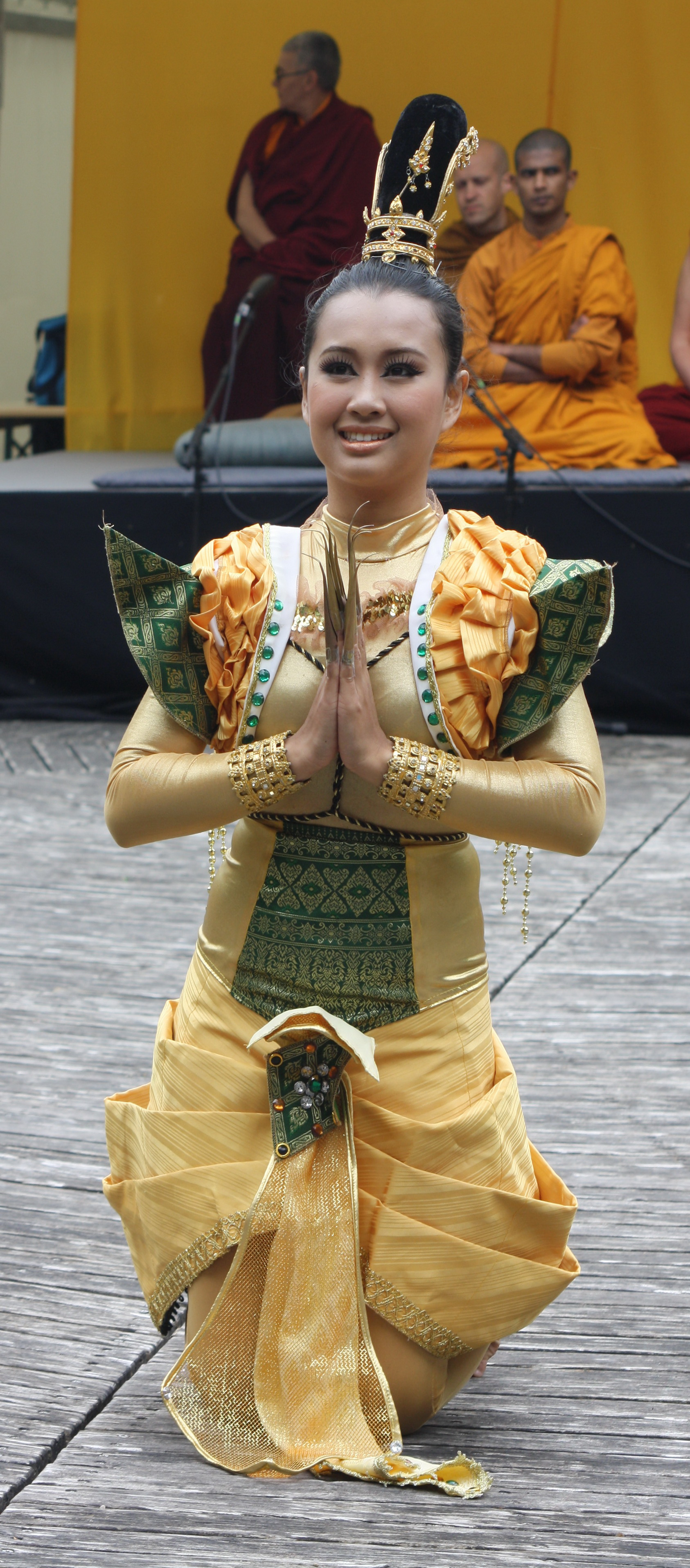
Celebración del Vesak, en Munich Westpark.

El Vesak es la celebración más destacada del budismo, en la que los budistas recuerdan a Siddhartha Gautama, el Buda, acudiendo a templos y haciendo ofrendas. Se considera que Buda nació, alcanzó la iluminación y también falleció, a los 80 años de edad, en sendos días de Vesak. La expresión tiene su origen en el primer mes del calendario hindú.
En todos los países de Asia con fuerte presencia budista suele ser fiesta vacacional y, en general, es celebrado en todo el mundo budista. La decisión de celebrar el Vesak a nivel mundial para recordar al Buda se tomó en 1950 en una conferencia de la World Fellowship of Buddhists (WFB). Dado que el calendario budista es de tipo lunar, se acordó celebrarlo en el plenilunio del mes de mayo (Plenilunio en Escorpio).
El 15 de diciembre de 1999, La Asamblea General de las Naciones Unidas proclamó que el primer plenilunio de mayo de cada año se celebre esta conmemoración, el Día de Vesak, en su sede central y sus oficinas de todo el mundo.

## El nombre
El nombre vesak es en idioma cingalés, que deriva del Pali vesākha, en sánscrito Vaisakha, que es el nombre del mes lunar que cae en abril-mayo. En las  tradiciones budistas Mahayana, la fiesta se conoce por su nombre en sánscrito y variantes derivadas de la misma. Las interpretaciones locales del nombre varían según el país, entre otras:[cita requerida]
- Bangladés: Buddho Purnyima (বুদ্ধ পূর্ণিমা) o Joyonti Buddho (বুদ্ধ জয়ন্তী)
- Camboya: Vesak Bochea
- Áreas de habla china: Fódàn (佛诞)
- Nepal: Buddha Purnima (बुद्ध पुर्णिमा) o Buda Jayanti (बुद्ध जयंती)
- Indonesia: Hari Raya Waisak
- Japón: Hanamatsuri (花祭)
- Corea: Seokka Tanshin-il (석가 탄신일,释迦诞身日)
- Laos: Vixakha Bouxa
- Malasia: Hari Wesak
- Myanmar (Birmania): Kason (Día de Luna Llena)
- Sri Lanka: Wesak (වෙසක්)
- Tailandia: Wisakha Bucha o Puja Visakah (วิสาขบูชา)
- Tíbet: Saka Dawa (* ས་ག་ཟླ་བ།)
- Vietnam: Phat Djan

## Saka Dawa
Saka Dawa (en tibetano) y Vesak (en cingalés) son sinónimos que significan “cuarto mes lunar”, pero se celebran en diferentes fechas, porque el año nuevo lunar en diferentes países empieza en diferentes fechas. El Vesak en el Sudeste Asiático se suele celebrar en abril o mayo, mientras que el Saka Dawa por la influencia tibetana  se conmemora en mayo o junio.
Es la celebración más importante en la tradición del budismo tibetano. Los méritos de las prácticas espirituales realizadas en este día se multiplican por cien mil, por esta razón también se le conoce  como el mes de los cien mil.
Todos los años, durante el auspicioso día de luna llena del mes de Saka Dawa, se realiza una ceremonia pública por los Ocho Preceptos Mahayana (votos) en el Templo Thekchen Choeling, McLeod Ganj. El 5 de junio de 2020, Su Santidad el Dalái lama llevó a cabo en la transmisión en vivo de la ceremonia para generar Bodhichitta en la luna llena de Saka Dawa desde su residencia en Dharamsala.

## Cómo homenajear a Buda
La tradición atribuye al propio Buda la instrucción sobre la manera adecuada de rendirle homenaje. Poco antes de morir, vio a su fiel servidor Ananda, llorando. El Buda le aconsejó no llorar, sino comprender la ley universal de que todas las cosas compuestas (incluso su propio cuerpo) son impermanentes. Aconsejó a todas las personas no llorar sobre la desintegración del cuerpo físico, sino a considerar sus enseñanzas (el Dharma) como su auténtico maestro a partir de entonces, porque solo la verdad del Dharma es eterna y no sujeto a la ley del cambio. También hizo hincapié en que la manera de rendirle homenaje no era la mera ofrenda de flores, incienso y luces, sino tratando de seguir sinceramente sus enseñanzas. Así es como se espera que los budistas celebren Vesak, aprovechando la oportunidad para reiterar su determinación de llevar una vida noble, desarrollar sus mentes, practicar la bondad amorosa y trabajar para traer paz y armonía a la humanidad.[cita requerida]